# 施拉達·卡普爾
施拉達·卡普爾（印度語：श्रद्धा कपूर，英語：英語：，1992年3月3日—）是印度寶萊塢女演員。卡普爾的父親Shakti Kapoor是一名擁有旁遮普血統演員，母親則是馬拉地人。
她在2010年和巨星阿米塔布·巴沙坎等人合作演出了她首套電影《Teen Patti》，即使該電影票房慘淡，卡普爾的演出使她獲得了2011年印度電影觀眾獎的最佳女新人提名。2011年，她与雅什－拉吉影片公司签电影合约，並首次主演电影《亲爱的，你完了》（Luv Ka The End）。2013年，卡普爾拍攝了大熱電影《誓愛如歌2》（Aashiqui 2），她的演出備受影評人讚賞。《誓愛如歌2》也為她帶來第59屆印度電影觀眾獎的最佳女主角提名。

## 外部連結
- 施拉達·卡普爾在互联网电影资料库（IMDb）上的資料（英文）
- 施拉達·卡普爾的Instagram帳戶